# اینتی

اینتی، طراحی‌شده برای پرچم پرو توسط «خوزه برناردو دِ تاگله» در ۱۸۲۲

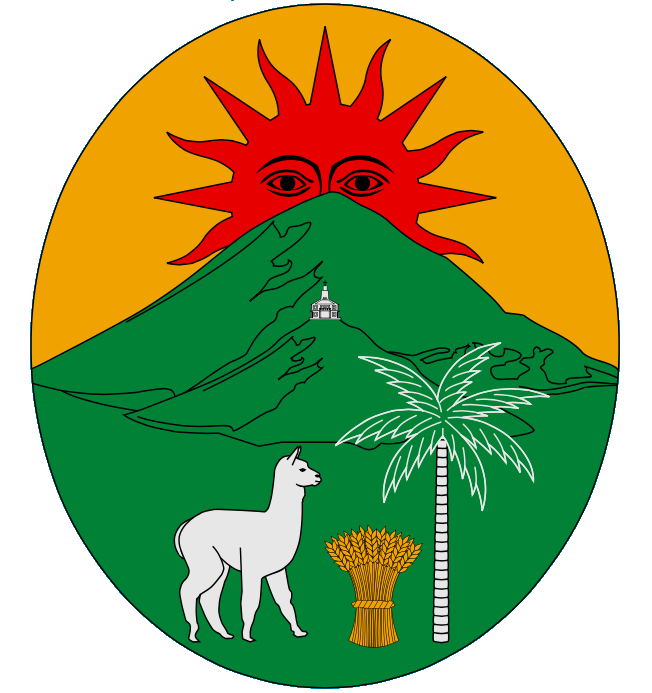
آرم و نقش پرچمی کشور بولیوی، اینتی بر فراز کوه‌ها

آرم و نقش پرچمی کشور اکوادور، اینتی بر فراز سرزمین

اینتی (به اسپانیایی: Inti‎) خورشیدایزد مقدس اینکاها بود و اینک نشان و الگوی ملی اینکاها محسوب می‌شود.
گرچه عموماً اینتی را یک خدای واحد به‌شمار می‌آورند، اما این خدا مجموعه‌ای از موقعیت‌های گوناگون خورشید است، چه آنکه هویت آن توسط مراحل مختلف ستاره‌ای خورشید بیان می‌شود.
خاستگاه اسطوره‌شناختی این ایزد نامشخص است، اما روایت معروف در میان مردم آن است که او پسرِ «ویراکوچا» پروردگارِ تمدن است.
اینکاها این ایزد را به‌عنوان نگهدارنده و پشتیبان تمدن و فرهنگشان، پرستش می‌کردند.